# Auto Shankar
Pour les articles homonymes, voir Shankar.
Auto Shankar est le surnom de Gowri Shankar, né le 21 janvier 1954 et mort le 27 avril 1995 à Chennai (Tamil Nadu), un tueur en série indien.

## Meurtres
Shankar (dit Sesu Rajaa) et son gang tuèrent six personnes en 1988 et 1989. Ils furent jugés pour les meurtres de Lalitha, Sudalai, Sampath, Mohan, Govindaraj et Ravi. Les corps des victimes avaient été soit brûlés soit enterrés.
Fin 1988, pendant six mois, neuf adolescentes du district de Thiruvanmiyur disparaissent. Au début, la police croyait que les filles avaient été vendues comme prostituées par des familles incapables d'offrir des dots de mariage, mais les démentis des parents les ont forcés à chercher une autre explication.
Plus tard en décembre, une écolière appélée Subalakshmi a déclaré qu'un conducteur de pousse-pousse avait essayé de l'enlever devant un magasin de vin. Après enquête, la police a appris qu'un conducteur appelé Shankar était derrière les crimes, et qu'il incinérait les corps puis jetait les restes dans le Golfe du Bengale. Le matin suivant, la police a arrêté le suspect qui, pendant la nuit, s'était fait connaitre dans le pays sous le nom de "Auto Shankar".

## Jugement
Shankar a été condamné à mort avec deux de ses complices, Eldin et Shivaji, le 31 mai 1991. Pendant le procès, Shankar a accusé le cinéma d'avoir « fabriqué le diable en lui ». Cependant, un mois avant son exécution, il disait qu'il avait enlevé des filles pour le compte de puissants hommes politiques et qu'il se débarrassait d'elles après qu'ils les avaient violées. Auto Shankar a été pendu à la prison centrale de Salem.

## Complices
En 2002, cinq de ses complices ont été condamnés à six mois d'emprisonnement rigoureux. Il y avait le frère de Shankar, Mohan, Selva (alias Selvaraj), et les gardiens de prison Kannan, Balan et Rahim Khan. Ils ont été jugés coupables de complicité criminelle et d'obstruction à la justice.
Plus tard, Mohan a été condamné trois fois à perpétuité pour six meurtres. Il s'est évadé de la prison centrale de Chennai en août 90 mais a été repris à Pune le 25 juin 1992.